# Velký Libanon

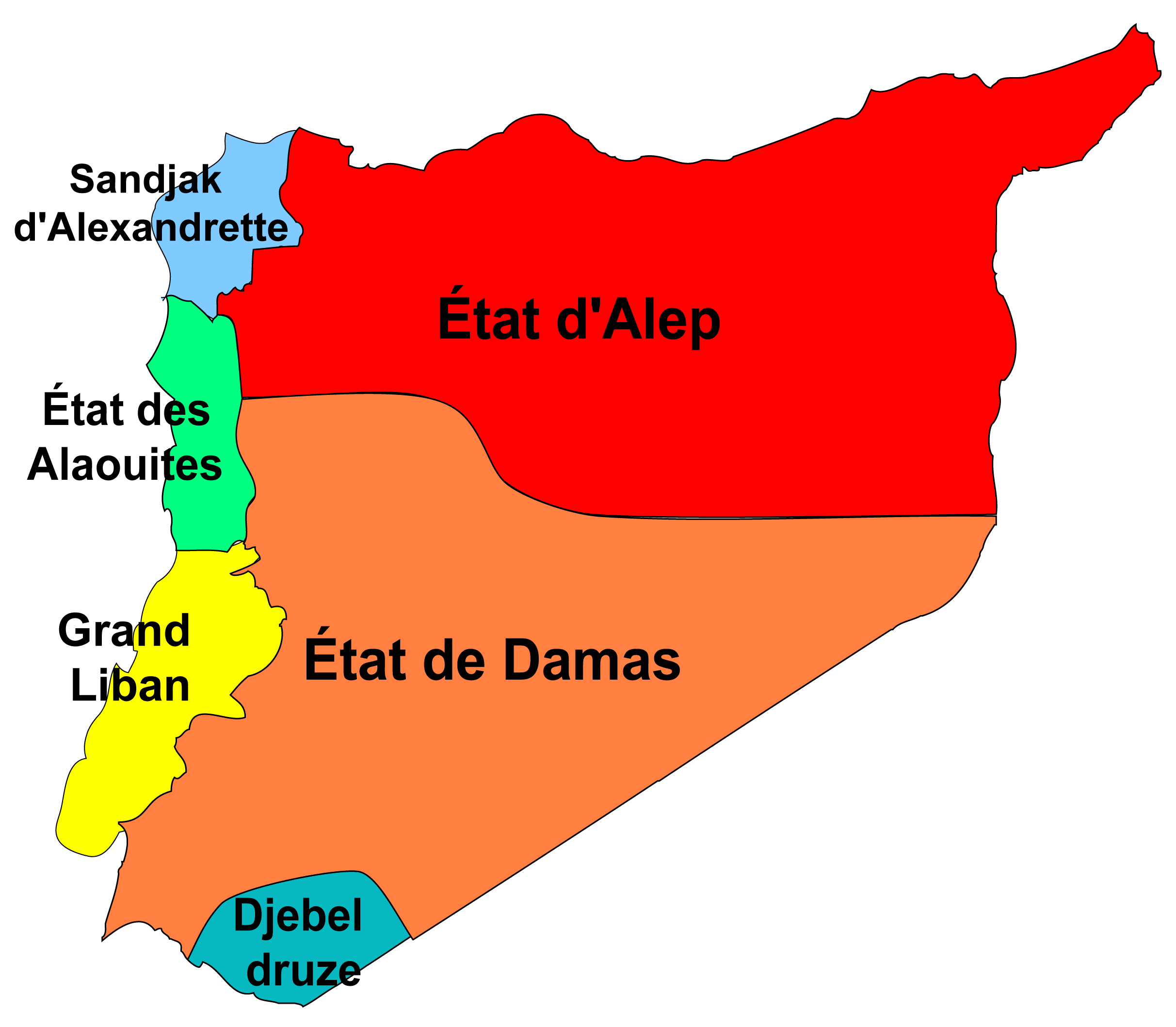
Mapka Francouzského mandátu Sýrie a Libanonu s vyznačením Velkého Libanonu („Grand Liban“)

Velký Libanon (francouzsky Grand Liban), úředním názvem Stát Velkého Libanonu (francouzsky L´État du Grand Liban), od roku 1926 Libanonská republika (francouzsky Republique Libanaise), byl autonomní stát, tvořící v letech 1920 až 1943–4 součást Francouzského mandátu Sýrie a Libanonu (jako jeden z celkem šesti států tohoto mandátu). Velký Libanon vyhlásil 1. září 1920 francouzský generál Henri Gouraud. Hlavním městem byl Bejrút. 22. listopadu 1943 francouzská správa souhlasila s nezávislostí Velkého Libanonu, ke které úředně došlo 1. ledna 1944. Poslední francouzské jednotky odešly z Libanonu v roce 1946.